# Roumazières-Loubert

Roumazières-Loubert este o comună în departamentul Charente, Franța. În 1 ianuarie 2018 avea o populație de 2.490 de locuitori.